# Список богомолів Хорватії
У фауні Хорватії відомо 10 видів богомолів. Богомоли поширені в основному в субтропічних та тропічних країнах з теплим кліматом, лише окремі види зустрічаються у помірному кліматі. Найрозповсюдженішим видом є богомол звичайний. Фауна колишньої Югославії вивчена недостатньо детально, низка літературних джерел має неточні посилання на знахідки. Також через перетин ареалів двох видів роду Ameles на території Хорватії окремі екземпляри могли були визначені помилково. Попередні згадки Empusa pennata та Bolivaria brachyptera вважаються помилковими.
Станом на початок 2020-х років у країні виявлено 3 види великих богомолів азійського та африканського походження, які розширюють свій ареал у північному Середземномор'ї: Hierodula trancaucasica, Hierodula patellifera та Sphodromantis viridis.

## Список видів
| Наукова назва, автор, рік опису               | Таксономія            | Статус МСОП | Зображення | Зауваження щодо поширення |
| Mantis religiosa Linnaeus, 1758               | Родина Mantidae       | LC          |            | Поширений на більшій частині країни, зокрема в горах на півдні (Динара)на висоті більше 1000 м над р. м., півострові Пелєшаць |
| Hierodula trancaucasica Brunner, 1878         | Родина богомолові     | —           |            | Виявлений у 2021 році в Шибеницько-Книнській жупанії.                                                                         |
| Hierodula patellifera Serville, 1839          | Родина богомолові     | —           |            | Виявлений восени 2020 року в Істрії, куди, ймовірно, потрапив з Італії.                                                       |
| Sphodromantis viridis Forskal, 1775           | Родина Mantidae       | —           |            | Виявлений в 2019-2020 роках в районі Дубровника.                                                                              |
| Empusa fasciata Brullé, 1832                  | Родина емпузові       | -           |            | Зустрічається зокрема в горах на півдні країни, масиві Динара, на острові Брач, півострові Пелєшаць                           |
| Iris oratoria Linnaeus, 1758                  | Родина Eremiaphilidae | -           |            | Виявлений на островах Брач і Корчула та на півострові Пелєшаць                                                                |
| Geomantis larvoides Pantel, 1896              | Родина Rivetinidae    | —           |            | Виявлений в районі Дубровника, в середині XX століття, пізніші знахідки ненадійні                                             |
| Ameles spallanzania Charpentier, 1825         | Родина Amelidae       | —           |            | Зустрічається від південної Істрії на південь уздовж усього узбережжя; зокрема на острові Брач, півострові Пелєшаць           |
| Ameles decolor Charpentier, 1825              | Родина Amelidae       | —           |            | Зустрічається зокрема на острові Брач, гірському масиві Динара, півострові Пелєшаць, на північному півострові Істрія          |
| Ameles heldreichi Brunner von Wattenwyl, 1882 | Родина Amelidae       | —           |            | Зустрічається зокрема в горах на півдні країни                                                                                |